# プチ・ニコラ (映画)
『プチ・ニコラ』（Le Petit Nicolas）は2009年のフランスのコメディ映画。
監督はローラン・ティラール、出演はマキシム・ゴダールとヴァレリー・ルメルシェ、カド・メラッドなど。
フランスで長年愛読され続けている国民的人気絵本『プチ・ニコラ』を実写映画化したファミリー映画。
2014年には主演をマテオ・ボワッスリエに変更した続編『プチ・ニコラ 最強の夏休み』が公開された（日本では劇場未公開、WOWOWで放送）。

## ストーリー
1960年代のパリ。優しい両親と個性的な仲間たちと幸せに暮らしている小学生ニコラは、ある日、両親のそぶりから弟が生まれると思い込んでしまう。両親の愛情が弟に独り占めされて、自分は森に捨てられてしまうと不安になったニコラは仲間に相談し、両親の機嫌を取ろうと頑張るが、なかなかうまくはいかない。そこで、弟が生まれたらギャングにさらってもらおうと考えたニコラたちは、ギャングへの依頼料を稼ごうとする。

## キャスト

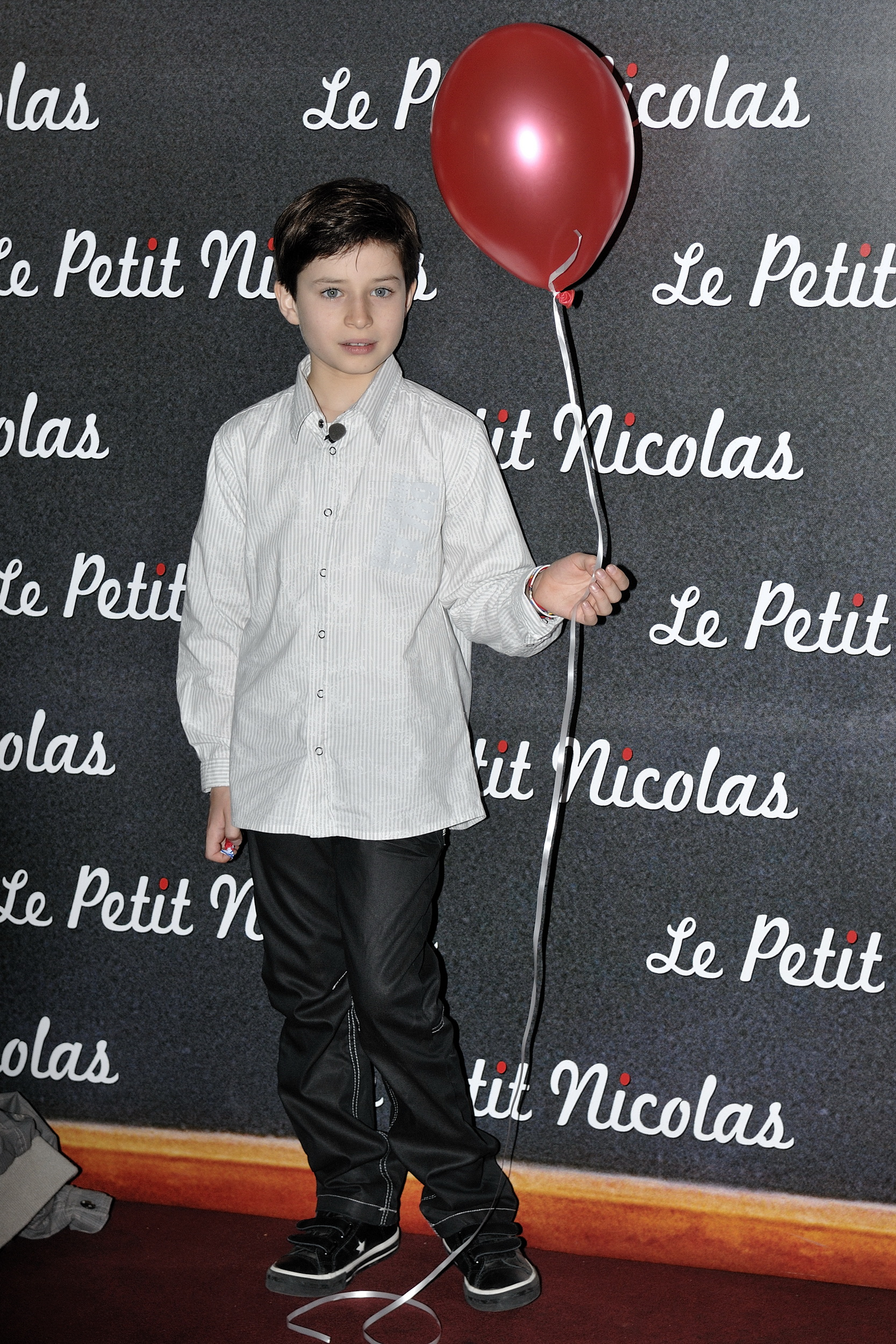
ニコラ役のマキシム・ゴダール

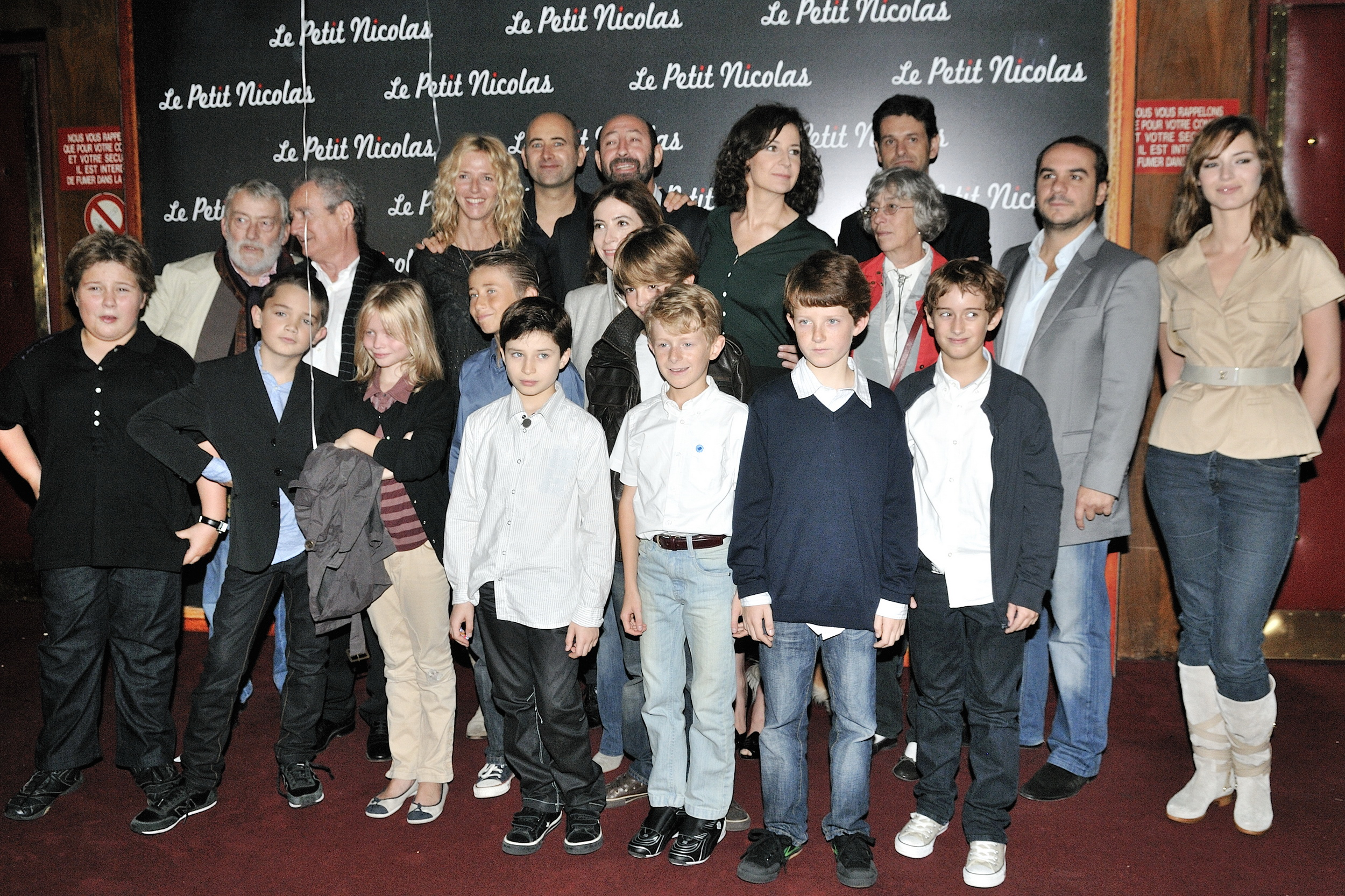
出演者たち

- ニコラ: マキシム・ゴダール（フランス語版）

### 大人たち
- ママ: ヴァレリー・ルメルシェ
- パパ: カド・メラッド
- 先生: サンドリーヌ・キベルラン - ニコラの優しい担任教諭。
- デュボン（ブイヨン）: フランソワ＝グザヴィエ・ドゥメゾン（フランス語版） - 強面の教育係。
- 校長: ミシェル・デュショソワ
- ムシュブム氏: ダニエル・プレヴォスト（フランス語版） - パパの会社の社長。
- 大臣: ミシェル・ガラブリュ - ニコラのクラスを訪問。
- ナヴァラン先生: アネモーネ（フランス語版） - ベテランの怖い臨時教員。
- ブレデュール: フランソワ・ダミアン（フランス語版） - 隣家の主人。
- 花屋: ルイーズ・ブルゴワン

### 子供たち
- アルセスト: ヴァンサン・クロード（フランス語版） - 食いしん坊。夢は大臣。
- ジョフロワ: シャルル・ヴァイヤン - 金持ちの息子。夢は父親の右腕。
- クロテール: ヴィクトール・カルル（フランス語版） - 落ちこぼれ。夢は自転車選手。
- ウード: ベンジャマン・アヴェルティ - 度胸があってケンカばかり。夢は強盗。
- リュフュス: ジェルマン・プチ・ダミコ - ふざけてばかり。警官の息子。夢は警官。
- アニャン: ダミアン・フェルデル - 告げ口魔（ゴキブリ）。成績は優秀。
- ジョアキム: ヴィルジル・ティラール - 弟が生まれたばかり。
- マリー＝エドウィジュ: エリザ・エウシュ - ニコラがママのお茶会で出会った少女。

## 作品の評価

### 映画批評家によるレビュー
Rotten Tomatoesによれば、10件の評論のうち、60%にあたる6件が高く評価しており、平均して10点満点中5.78点を得ている。
アロシネによれば、フランスの26のメディアによる評価の平均点は5点満点中2.8点である。

### 受賞歴
| 年   | 賞               | 部門   | 対象者                                          | 結果       |
| ---- | ---------------- | ------ | ----------------------------------------------- | ---------- |
| 2010 | セザール賞       | 脚色賞 | ローラン・ティラール グレゴワール・ヴィニェロン | ノミネート |
| 2010 | ヨーロッパ映画賞 | 観客賞 | ローラン・ティラール                            | ノミネート |